# Comunistes de Catalunya
Comunistes de Catalunya és un partit polític català que es defineix com nacional i de classe, democràtic, internacionalista i solidari, laic i feminista. Es fonamenta en els principis del marxisme, el feminisme, l'ecosocialisme, així com altres aportacions a la teoria i la pràctica revolucionàries. Des de 2020, està dirigit per Héctor Sánchez Mira.

## Història
Comunistes de Catalunya va ser fundat l'1 de novembre de 2014 a La Farga de l'Hospitalet de Llobregat, pels militants del dissolt Partit dels i les Comunistes de Catalunya (PCC), militants del PSUC Viu i col·lectius i persones d'ideologia comunista que no eren membres de cap partit. El Comitè Central sorgit del Congrés d'Unitat Comunista, congrés fundacional de Comunistes de Catalunya, va triar a Joan Josep Nuet com a secretari general de la nova organització, que forma part d'Esquerra Unida i Alternativa, com també ho fou el PCC.
El congrés és el màxim òrgan de direcció de Comunistes de Catalunya. Havent celebrat el congrés fundacional l'any 2014, es va portar a terme el primer congrés tres anys després, els dies 3 i 4 de juny de 2017, al Teatre Principal de Badalona, amb el lema "Comunistes pel bé comú, un partit per la revolució democràtica" i es va reelegir Joan Josep Nuet com a secretari general.
El segon congrés del partit es va realitzar els dies 18 i 19 de setembre de 2020 en format digital, ja que es trobava en plena pandèmia de covid-19, amb el lema "Socialisme o col·lapse". En aquest congrés es va escollir a Hector Sánchez Mira com a secretari general i es va aprovar la línia política del Front Democràtic i Social, tot donant continuïtat i aprofundint en l'anàlisi de la segona Conferència Nacional, celebrada el 23 de noviembre de 2019 amb el lema "Cap a un nou país, drets socials i república catalana", on Comunistes havia consolidat l'apuesta per una aliança amb les esquerres sobiranistes per fer front al tancament del cicle polític i lluitar contra la crisi econòmica i social.
El mes de novembre de 2019, es van produir la baixa d'un grup de militants, de manera individual o en bloc, pel canvi en la política institucional i l'aliança electoral amb ERC, grup que va optar participar en la fundació d'Esquerra Unida de Catalunya i per mantenir la seva col·laboració amb Catalunya En Comú.

## Posicionaments polítics
Comunistes de Catalunya té per aspiració màxima l'enderrocament del sistema econòmic capitalista i l'erradicació de la societat de classes. En aquest sentit, postula la conquesta del poder polític per part de la classe treballadora i el desenvolupament d'un sistema econòmic socialista.
Front Democràtic i Social
Comunistes de Catalunya defensa la unitat popular, entesa com la unitat de la classe treballadora i el conjunt de sectors populars, en un moviment socio-polític rupturista i radicalment democràtic, per fer front a una situació de greu crisi econòmica i social. Aquesta estratègia unitària es coneix com el Front Democràtic i Social i es concreta en l'aposta per una aliança de l'esquerra política i social sobiranista.
República Catalana i procés constituent
Des dels seus documents fundacionals, Comunistes de Catalunya s'ha posicionat a favor de l'exercici del dret a l'autodeterminació de Catalunya i d'un procés constituent que porti a la constitució d'una República Catalana lliurement federada. En aquest sentit, a proposta de Comunistes de Catalunya, la XVI Trobada de Partits Comunistes i Obrers del Món, celebrada a Guayaquil el 15 de novembre de 2014, va aprovar una Resolució sobre el dret a l'autodeterminació del poble de Catalunya. Comunistes de Catalunya defensa la necessitat de 3 processos constituents estretament interrelacionats però no supeditats en diferents àmbits: el de Catalunya (per una República Catalana), el de l'Estat Espanyol (per una República Federal o una Unió de Repúbliques) i el d'Europa. Comunistes va cridar a participar en el referèndum de l'1 d'octubre de 2017, malgrat no considerar-lo vinculant.
Sindicalisme
Comunistes considerar essencial l'organització sindical de la classe treballadora i pren com a referent al sindicat Comissions Obreres.
Feminisme i ecologisme
En el segon congrés, es va considerar que per al moviment obrer i el partit comunista, la lluita feminista i el moviment ecologista soun claus i tenen un alt potencial transformador.

## Aliances i representació institucional
En el marc de l'estratègia anomenada Front Democràtic i Social, Comunistes de Catalunya participa en diversos fronts sòcio-polítics unitaris i en diferents candidatures electorals. Com a partit, Comunistes de Catalunya forma part d'Esquerra Unida i Alternativa i participa en la formació Sobiranistes, per tal d'arribar a acords amb altres sectors de l'esquerra sobiranista.

### Àmbit municipal
En l'àmbit municipal, Comunistes de Catalunya ha impulsat i ha donat suport a diverses candidatures populars. Així, a les eleccions municipals de 2015, l'alcaldia de Sentmenat, la de Montornès del Vallès i la d'Altafulla varen estar en mans de militants comunistes. A la ciutat de Barcelona, la militància de Comunistes de Catalunya va participar, a través d'Esquerra Unida i Alternativa, en la formació de Barcelona en Comú. A les eleccions municipals de 2015, la seva militant Mercedes Vidal va ser escollida regidora de l'Ajuntament de Barcelona, formant part del govern com a regidora de Mobilitat fins a la seva dimissió l'abril de 2019 per diferències de criteri amb Ada Colau i En les eleccions municipals de 2019, Comunistes de Catalunya va donar suport a la llista de Barcelona en Comú però no en va participar, posant fi a aquesta col·laboració l'any 2021 en el marc de la Conferència del Comitè de Barcelona, on es va aprovar la desvinculació dels comunistes respecte Barcelona en Comú. En la resta del territori, participà de llistes diverses, algunes d'elles amb Catalunya en Comú, altres amb diferents forces polítiques. En aquelles eleccions, l'alcaldia de Sentmenat es va mantenir en mans del dirigent comunista Marc Verneda.
A les eleccions municipals de 2023, Comunistes de Catalunya va col·laborar amb Esquerra Republicana de Catalunya (ERC) i altres forces de l'esquerra sobiranista,

### Catalunya
En les eleccions al Parlament de Catalunya de 2015, Comunistes de Catalunya va donar suport a la candidatura unitària de Catalunya Sí Que Es Pot, en el marc de la qual, va ser elegit diputat Joan Josep Nuet. En les eleccions de desembre de 2017, van participar en la candidatura de Catalunya en Comú, encapçalada per Xavier Domènech i Elisenda Alamany, obtenint la reelecció de Joan Josep Nuet com a diputat. Després de la crisi en la direcció dels comuns a l'estiu i tardor de 2018, Joan Josep Nuet va quedar fora del nou equip de direcció, això va portar a Comunistes de Catalunya a apartar-se dels comuns i posar les bases d'una aliança amb Esquerra Republicana de Catalunya (ERC), amb la formació Sobiranistes, i Joan Josep Nuet abandonà l'acta de diputat dels comuns. En les eleccions catalanes de 2021, Comunistes de Catalunya no es presenta, com tampoc ho fa Esquerra Unida i Alternativa.

### Espanya
A les eleccions de 2015 i de 2016 al Congrés dels Diputats, Comunistes de Catalunya va donar suport a la candidatura En Comú Podem, en el marc de la qual varen obtenir dos diputats - Joan Mena i Fèlix Alonso en aquell moment eren militants de l'organització -. En les eleccions generals, Comunistes de Catalunya, a través de Sobiranistes, firma un acord de coalició amb Esquerra Republicana de Catalunya (ERC) per a les eleccions generals. A les eleccions generals d'abril i de novembre de 2019, Comunistes de Catalunya va donar suport a la candidatura ERC-Sobiranistes i va obtenir un diputat al Congrés (Joan Josep Nuet) i una senadora (Adelina Escandell).
A les eleccions generals de juliol de 2023, Comunistes de Catalunya signa un acord de coalició amb ERC a través d'Esquerra Unida i Alternativa. No va obtenir representació, però l'1 de setembre de 2023, el secretari general de Comunistes i co-coordinador d'EUiA, Hector Sánchez, va ser escollit nou senador autonòmic per la cambra catalana a proposta i amb el suport d'ERC En octubre de 2024 ERC i Comunistes de Catalunya van acordar fer treball polític conjunt i aprofundir en la coordinació estratègica de les dues formacions.

## Estructura organitzativa
Comunistes de Catalunya té una organització interna clàssica dels partits obrers marxistes, basada en les cèl·lules i el centralisme democràtic: "Comunistes de Catalunya és una organització profundament democràtica, que es basa en els principis de direcció col·lectiva, rendiment de comptes, i unitat d'acció i disciplina conscient". Les organitzacions de base fonamentals del partit són les cèl·lules, ja siguin en l'àmbit municipal o de barri/districte, o sectorials per centre de treball o àmbit específic. Cada militant està adscrit a una cèl·lula. El Congrés de militants és l'òrgan de decisió màxima del partit. El Comitè Central és el màxim òrgan de direcció del partit entre Congressos, el dirigent col·lectiu de la seva activitat política i la seva tasca organitzativa. El Comitè Executiu és l'òrgan executiu del partit, s'encarrega de concretar les decisions del Comitè Central i vetllar perquè es duguin a terme. Finalment, el Secretariat és l'òrgan de gestió de l'activitat quotidiana del partit.

## Òrgan d'expressió: Realitat
La publicació Realitat és l'òrgan d'expressió de Comunistes de Catalunya, des de la fundació del partit l'any 2014, portant per nom el mateix que havia tingut la revista teòrica del Partit dels Comunistes de Catalunya. La revista apareix en format digital i, des de la primavera de 2020, disposa d'una edició setmanal on es publiquen articles d'anàlisi social i polític. Periòdicament, publica edicions monogràfiques sobre temes concrets com la qüestió nacional, medi ambient, seguretat, etc. L'any 2020, la Realitat va impulsar el projecte engels.cat per celebrar el bicentenari del naixement de Friedrich Engels.

## Festa Realitat
Cada any s'organitza la festa Realitat a Barcelona, prenent el nom de l'òrgan d'expressió. Aquesta festa té un programa polític i cultural ampli, i hi han actuat artistes com Xiula, Ginestà, Ebri Knight, Sons o Los Chikos del Maiz. En la programació política, a la Festa Realitat han passat figures internacionals com Aleida Guevara, líders d'altres partits, siguit d'àmbit català, com David Fernández, Elisenda Alamany o Mireia Vehí o d'àmbit espanyol, com Iñigo Errejon, Yolanda Díaz, Enrique Santiago, Javier Couso o Juan Carlos Monedero.

## Organització juvenil
La Joventut Comunista de Catalunya (JCC) és l'organització juvenil de referència de Comunistes de Catalunya.

## Símbols i himnes
Els símbols del partit són la falç i martell, l’estel roig de cinc puntes i la Senyera. Els himnes del partit són La Internacional i Els Segadors.